# Monica van Campen
Pour les articles homonymes, voir Campen.
Monica Van Campen, née en 1974 à Sabadell, en Espagne, est une actrice espagnole.

## Biographie
Monica Van Campen a joué dans Faust de Brian Yuzna et a tenu quelques autres rôles.

## Filmographie
- Tomándote (2000)
- Faust, la venganza está en la sangre (2000)
- Alas rotas (2001)
- Princesas (2005)